# Cornelius Vanderbilt

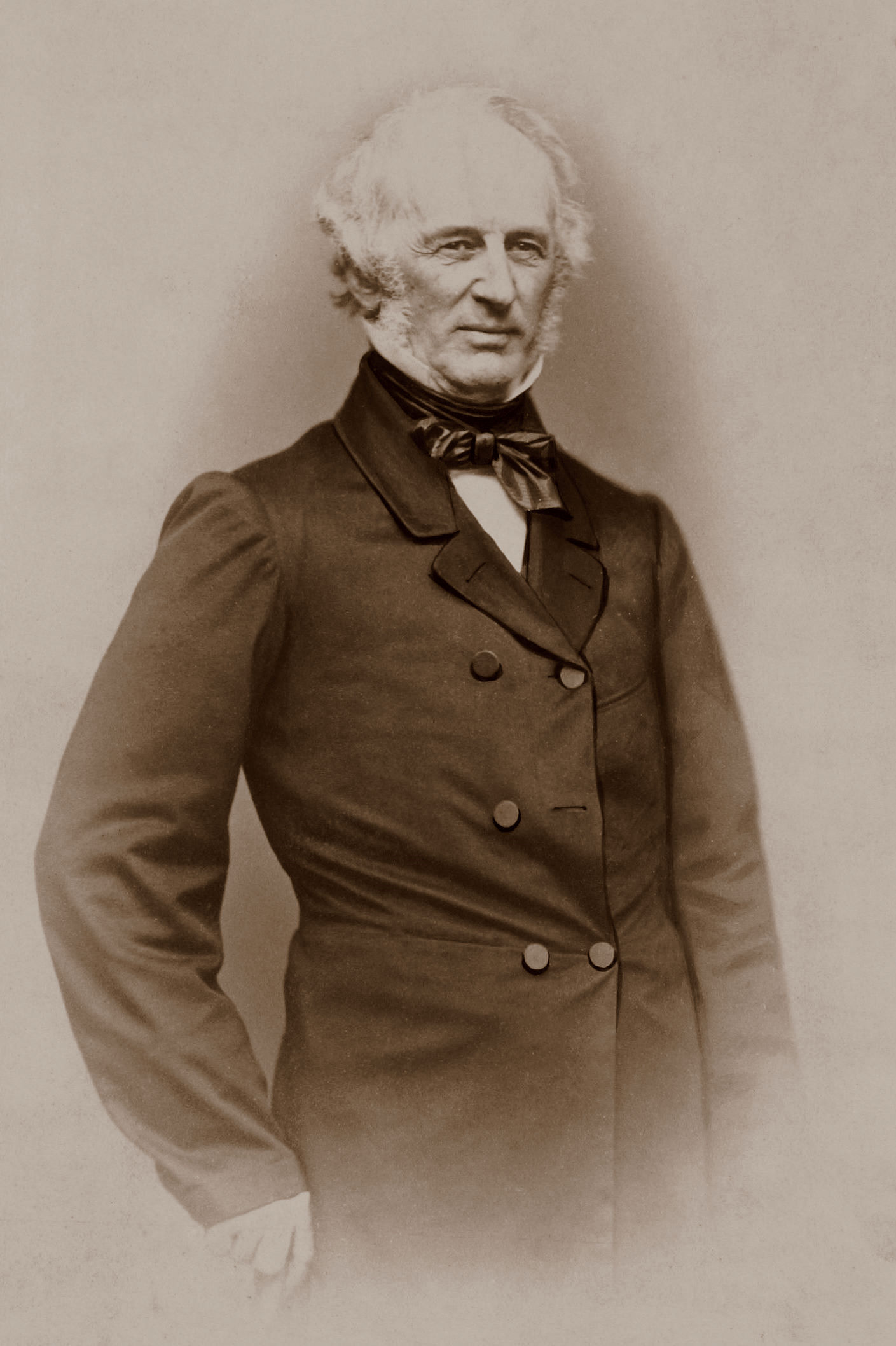
Cornelius Vanderbilt

Cornelius Vanderbilt (* 27. Mai 1794 in Port Richmond auf Staten Island, heute zu New York City gehörig; † 4. Januar 1877 in New York City) war einer der erfolgreichsten und reichsten Unternehmer der Vereinigten Staaten und der Begründer der Vanderbilt-Familie. Der Name Vanderbilt steht zusammen mit den Namen Andrew Carnegie, John D. Rockefeller und J. P. Morgan für den Beginn einer wirtschaftlichen Blütezeit in den USA, des Gilded Age.
Vanderbilt war zunächst als Reeder erfolgreich und später als Eisenbahnunternehmer, der unter anderem die New York Central Railroad aufbaute. Man nannte ihn den „Eisenbahnkönig“ (englisch Railroad King oder Railroad Tycoon). Außerdem gab man ihm den ehrenvollen Beinamen Commodore. Andererseits hatte Vanderbilt den Ruf eines rücksichtslosen Geschäftsmanns und wurde zum Inbegriff des „Räuberbarons“ (englisch robber baron).

## Leben

### Anfänge
Vanderbilt kam als viertes Kind und zweiter Sohn von Cornelius und Phebe Vanderbilt (geb. Hand) zur Welt. Seine Vorfahren väterlicherseits stammten aus der Gemeinde De Bilt in der Provinz Utrecht, Niederlande. Die ursprüngliche Form des Familiennamens lautete van der Bilt, das heißt „aus De Bilt“. Diese Vorfahren wanderten 1650 aus. Vanderbilts Vater war ein armer Bauer und verdiente zusätzlich Geld mit Boottransportgeschäften im und um den New Yorker Hafen.
Vanderbilt verließ die Schule bereits mit elf Jahren. Im Alter von 16 Jahren kaufte er mit elterlichem Zuschuss ein Segelschiff, mit dem er einen Fährdienst zwischen Staten Island und New York eröffnete. Bald konnte er eine kleine Flotte von Booten aufbauen. Im Krieg von 1812 versorgte er einige Forts der United States Army nahe dem New Yorker Hafen mit Lebensmitteln. Mit 20 Jahren heiratete er seine Cousine Sophia Johnson. Das Paar siedelte nach New York über, wo Vanderbilt mit seinem Schwager De Forrest einen größeren Schoner baute, die Charlotte.
1818 verkaufte Vanderbilt seine Boote. Bald lernte er den vermögenden Thomas Gibbons kennen und wurde von diesem als  Dampfschiffkapitän angeheuert mit einem Jahresgehalt von 1.000 Dollar. Gibbons betrieb eine regelmäßige Schiffahrtslinie von New York nach Philadelphia und nach Neu-Braunschweig. Vanderbilt machte sich bald unentbehrlich als Konstrukteur und Organisator. 12 Jahre fuhr Vanderbilt für Gibbons. Dann hatte er genügend Ersparnisse, um eine eigene Schiffahrtslinie eröffnen zu können. Auch das Angebot von Gibbons, sein Gehalt um 5.000 Dollar zu erhöhen, konnte ihn nicht halten. Er war jetzt 35 Jahre alt und strebte nach Unabhängigkeit.

### Der Reeder

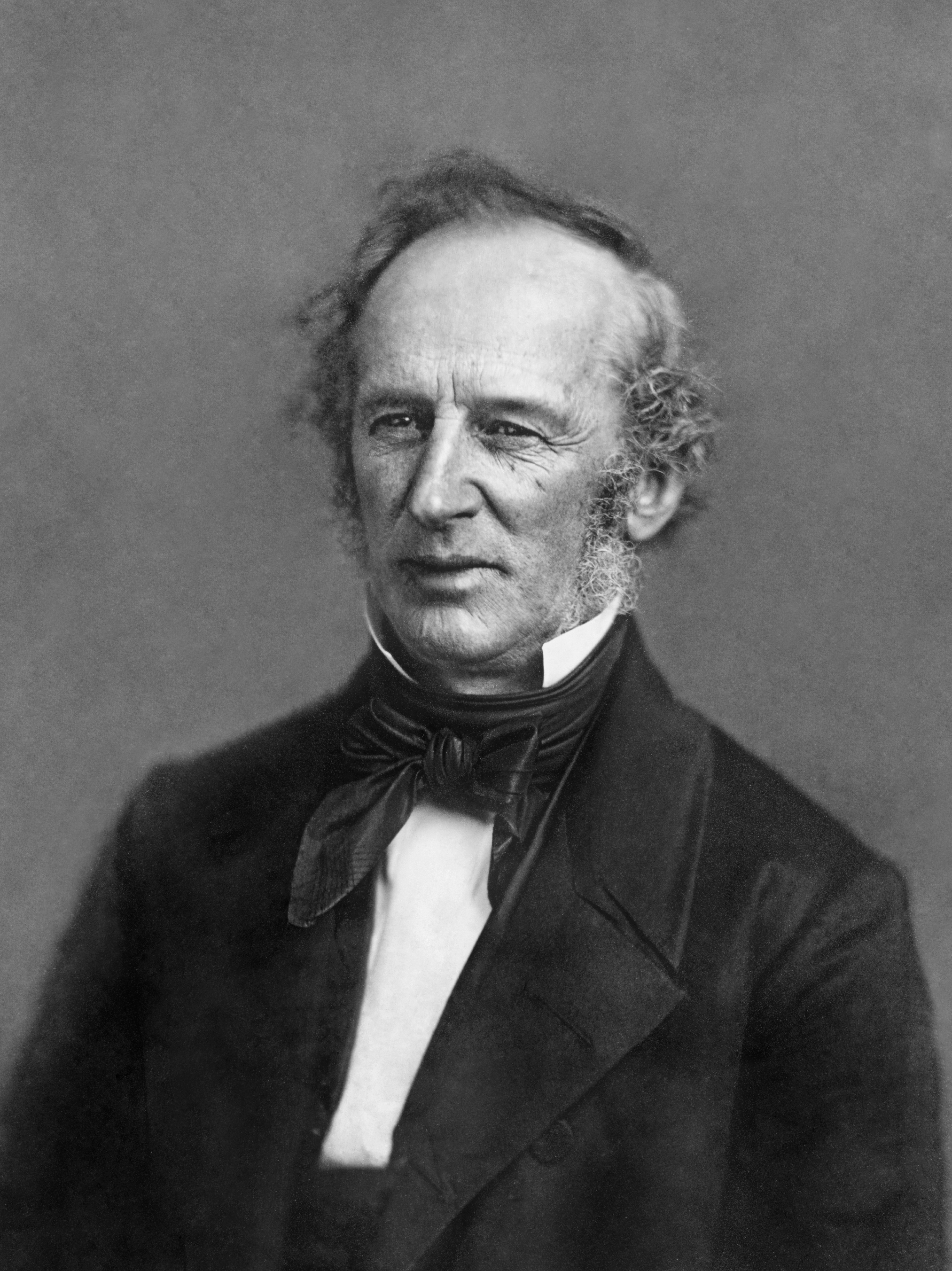
Cornelius Vanderbilt in seiner Zeit als Reeder

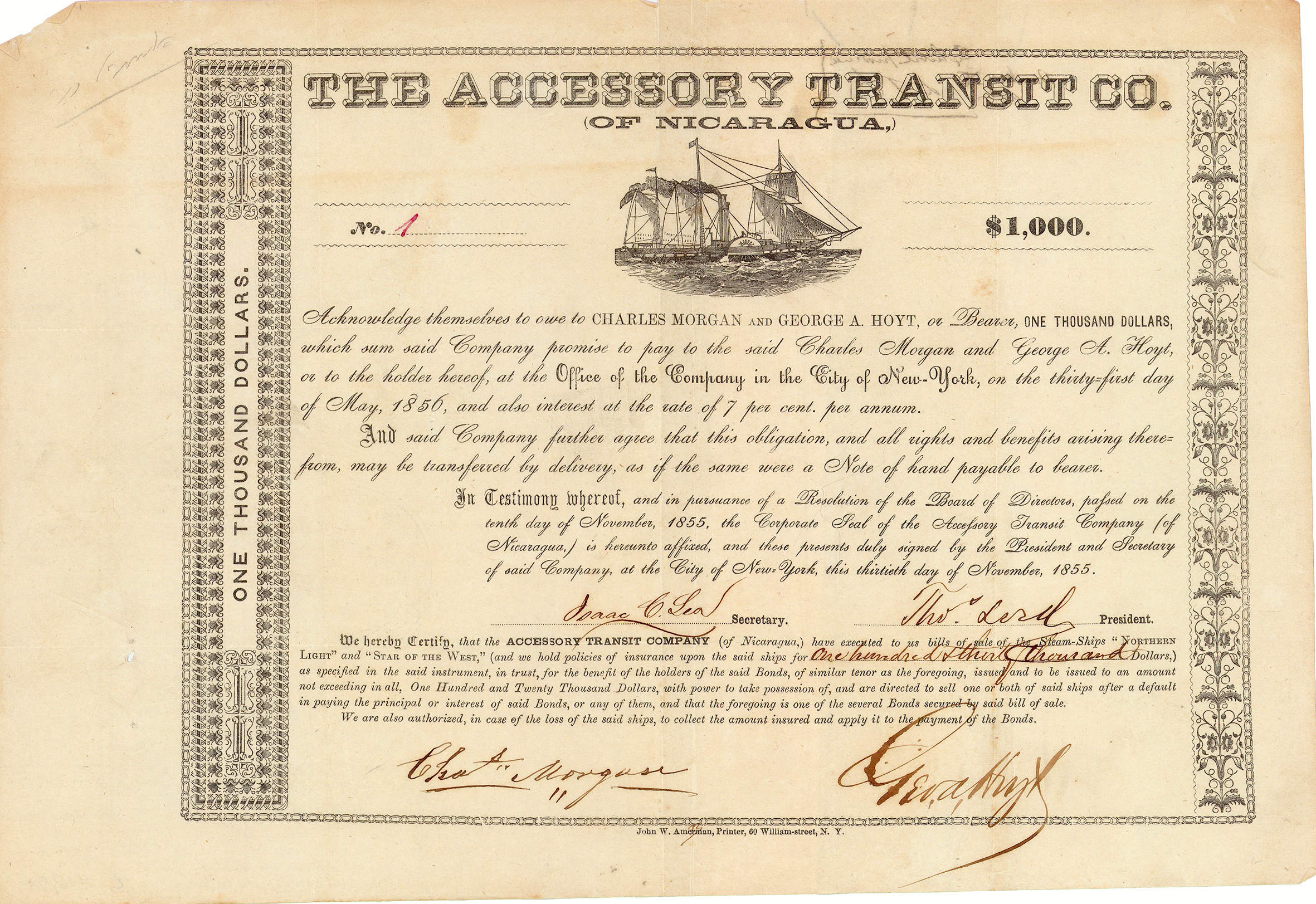
Obligation der Accessory Transit Company (of Nicaragua) vom 30. November 1855, signiert von Charles Morgan

1829 gründete Cornelius Vanderbilt seine eigene Dampfschiffgesellschaft. In den 1850er Jahren gebot er über eine Flotte von hundert Schiffen.
1848 sicherte er sich für zwölf Jahre mit der American atlantic and pacific ship canal company die exklusiven Transitrechte auf dem Seeweg von San Juan del Norte an der Karibikküste, das damals noch Greytown genannt wurde, durch den Río San Juan über den Nicaraguasee über Land nach San Juan del Sur am Pazifik. Diese Route war ca. eine Woche kürzer als via Panama und einige Monate kürzer als um Kap Hoorn. Wie gewöhnlich, unterbot Vanderbilt erst einmal die Fahrpreise seiner Konkurrenten. Passagiere und Fracht wurden per Schiff von New York zur nicaraguanischen Atlantikküste und weiter über den Río San Juan bis zum Nicaraguasee transportiert. Nach einem kurzen Landweg per Kutsche bis zur Pazifikküste erfolgte der Weitertransport per Schiff bis zur amerikanischen Westküste. Später firmierte das Unternehmen unter Accessory Transit Company.
1855 gelang es William Walker, einem Söldner, die Kontrolle über Nicaragua zu übernehmen. Vanderbilt hatte Walker ursprünglich unterstützt, in der Hoffnung auf eine Stabilisierung Nicaraguas. Walker nutzte angebliche Verstöße der Accessory Transit Company, um die Konzession zurückzuziehen und sie Vanderbilts Konkurrenten Cornelius K. Garrison und Charles Morgan zu erteilen, die Walkers weitere militärischen Pläne finanziell unterstützten. Vanderbilt übte erfolgreich Druck auf die US-Regierung aus, die Anerkennung von Walkers Regime zurückzunehmen. Darüber hinaus unterstützte er einen Versuch der mittelamerikanischen Staaten unter Führung Costa Ricas, Walkers Nachschubwege abzuschneiden. Morgan & Garrison, eine Geschäftspartnerschaft von Charles Morgan und Cornelius Kingsland Garrison, waren die Empfänger des kurzen, aber berühmten Briefes:

“Gentlemen: You have undertaken to cheat me. I won’t sue you, for the law is too slow. I’ll ruin you.
 Yours truly, Cornelius Vanderbilt”

„Meine Herren! Sie haben es gewagt, mich zu betrügen. Ich werde Sie nicht verklagen, denn die Justiz ist zu langsam. Ich werde Sie ruinieren.
 Hochachtungsvoll, Cornelius Vanderbilt“

Die neue Regierung von Nicaragua weigerte sich, die Transitroute wieder zu eröffnen, so begann er eine neue Linie über Panama. Schließlich zwang er die Pacific Mail, den Markt mit ihm zu teilen und 1860 ein gemeinsames Monopol mit ihm auszuüben.
Während dieser Periode war Vanderbilt auch mit anderen Unternehmen beschäftigt. So gründete er am 21. Mai 1855 eine transatlantische Dampfschifffahrts-Linie, die keine staatlichen Subventionen für die Beförderung von Post erhielt, im Gegensatz zu der Linie von Edward K. Collins. Collins hatte mit der staatlichen Unterstützung 1847 die United States Mail Steamship Company gegründet als Wettbewerber zur britischen Cunard Line im Transatlantik-Verkehr. Als zwei von den fünf Collins-Schiffen gesunken waren, stellte die Regierung 1856 ihre Subventionen ein. Wie gewohnt, bot Vanderbilts Linie erheblich niedrigere Fahrpreise an, und Collins’ Firma ging schließlich bankrott.

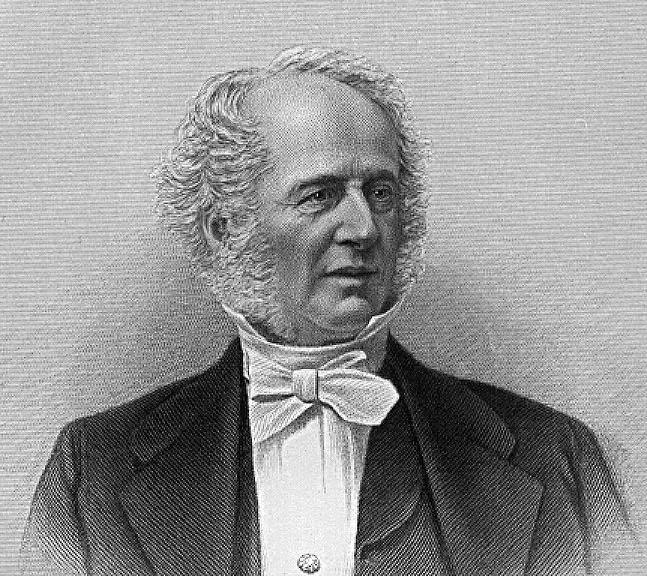
Cornelius Vanderbilt

Die Vanderbilt, gemalt von dem Marinemaler Clary Ray

1856/1857 wurde die Vanderbilt von Jeremiah Simonson in Greenpoint, Long Island gebaut. Sie war in Vanderbilts North Atlantic Mail Steamship Line als Post- und Passagierdampfer eingesetzt. Im September 1859 war Vanderbilts Tochter, Mrs. D. B. Allen Vanderbilt, mit ihrem Sohn auf der Rückreise von Europa an Bord. Diese Schiffe transportierten auch Auswanderer von Europa nach Amerika.
Bei Ausbruch des Bürgerkrieges bot Vanderbilt sein Flaggschiff der amerikanischen Marine an, und sie wurde am 24. März 1862  übernommen. Sie wurde mit 15 Geschützen ausgerüstet. Von November 1862 bis Januar 1864 fuhr die USS Vanderbilt von Hampton Roads, Virginia, mit dem Auftrag, die Alabama der Konföderierten abzufangen, die unter der Handelsflotte der Union schwere Verluste verursachte.
Für diese und andere Unterstützung während des Krieges wurde Vanderbilt vom Kongress mit einer Goldmedaille ausgezeichnet. Die Medaille ist die höchste Auszeichnung, die ein Zivilist erhalten kann. Fortan wurde er Commodore genannt.

### Der Eisenbahnkönig
Nach dem Amerikanischen Bürgerkrieg investierte Vanderbilt in den Ausbau des Eisenbahn-Streckennetzes und verfügte bald über die wichtigsten Eisenbahnlinien der USA. 1873 eröffnete er die erste Eisenbahnverbindung von New York nach Chicago. Mit dem Eisenbahnbau ging eine zunehmende Ausweitung der Industrie einher, die Geschäfte in immer größerem Stil ermöglichte.
Cornelius Vanderbilt starb im Januar 1877 im Alter von 82 Jahren. Er wurde im Familien-Mausoleum auf dem  Moravian Cemetery in New Dorp auf Staten Island beigesetzt.

## Familie
Cornelius Vanderbilt heiratete am 19. Dezember 1813 seine Cousine Sophia Johnson (1795–1868), die wie er selbst aus Port Richmond auf Staten Island stammte. Damals war er 19 und sie 18 Jahre alt. 1814 wurde das erste Kind geboren, eine Tochter. Elf weitere Kinder folgten, das letzte Kind wurde 1839 geboren.
Die neun Töchter und drei Söhne:
1. Phebe Jane (Vanderbilt) Cross (1814–1878)
2. Ethelinda (Vanderbilt) Allen (1817–1889)
3. Eliza (Vanderbilt) Osgood (1819–1890)
4. William Henry Vanderbilt (1821–1885)
5. Emily Almira (Vanderbilt) Thorn (1823–1896)
6. Sophia Johnson (Vanderbilt) Torrance (1825–1912)
7. Maria Louisa (Vanderbilt) Clark Niven (1827–1896)
8. Frances Lavinia Vanderbilt (1828–1868)
9. Cornelius Jeremiah Vanderbilt (1830–1882)
10. Mary Alicia (Vanderbilt) LaBau Berger (1834–1902)
11. Catherine Juliette (Vanderbilt) Barker LaFitte (1836–1881)
12. George Washington Vanderbilt (1839–1864)

Vanderbilt beschäftigte auch seine Schwiegersöhne in seinen Unternehmungen, so z. B. Daniel B. Allen als Geschäftsführer, William K. Thorn als seinen Syndikus und Horace F. Clark als Anwalt und Berater. Seine Ärzte waren Jared Linsly und William Bodenhamer und sein Schatzmeister Edwin D. Worcester.
1869, ein Jahr nach dem Tod seiner ersten Frau, heiratete Vanderbilt mit 73 Jahren eine entfernte Cousine, Frank Armstrong Crawford (1839–1885). Sie war 45 Jahre jünger als er und gab ihm neuen Lebensmut. Sie war in erster Ehe mit John Elliott aus Mobile unglücklich verheiratet gewesen.

## Vermögen und Erbe

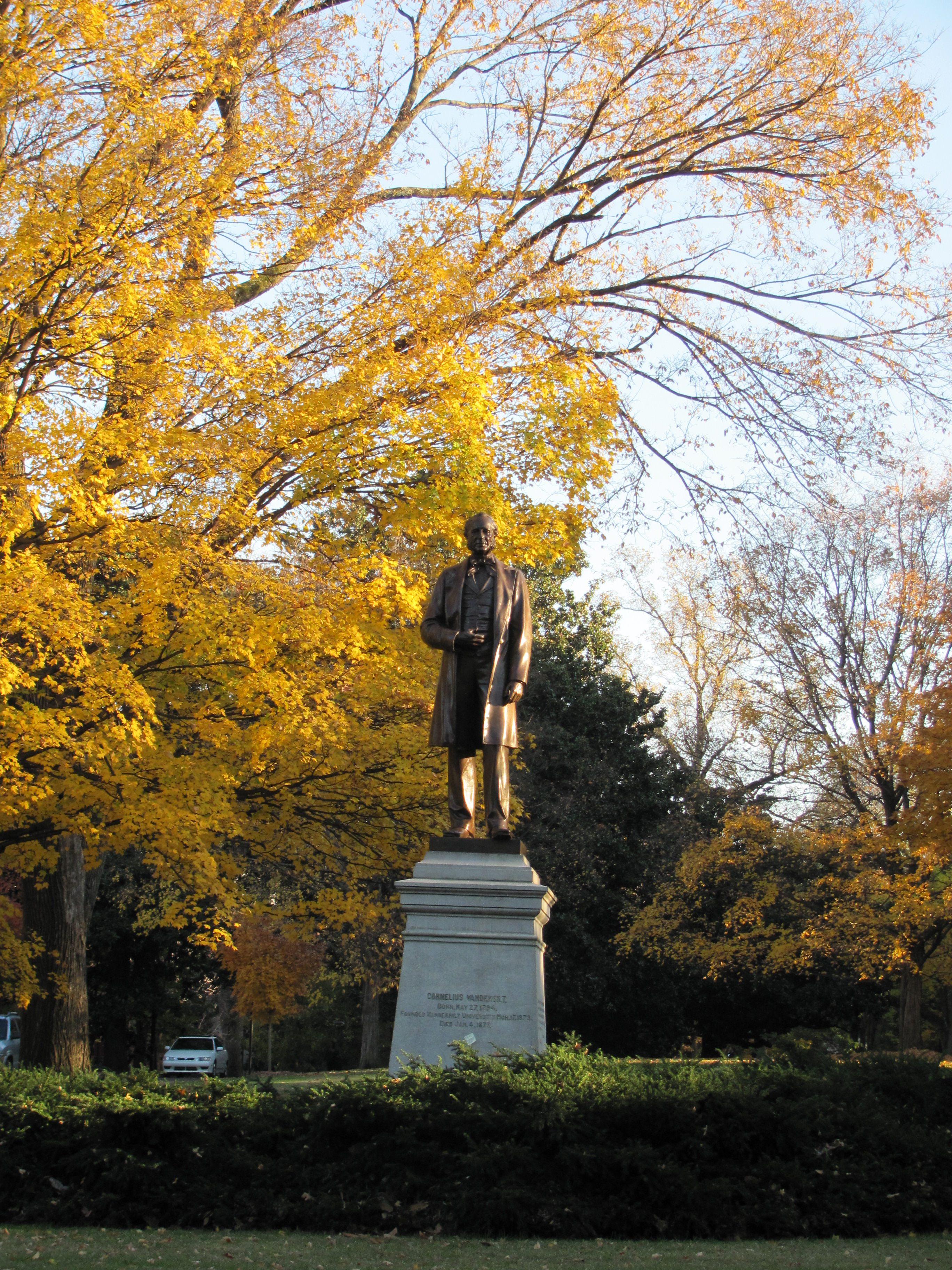
Dieses Denkmal ehrt Vanderbilt als Gründer der Vanderbilt University

Vanderbilts Unternehmen und erfolgreiche Börsenspekulationen machten ihn zu einem der reichsten Unternehmer seiner Zeit. Am Ende seines Lebens besaß er etwa 100 Millionen Dollar. Umgerechnet in heutige (2024) Kaufkraft, betrug sein Vermögen ca. 3 Milliarden Dollar.
Nur einen geringen Anteil seines enormen Vermögens gab er Wohltätigkeitsorganisationen. Jedoch stiftete er 1873 eine Million Dollar für die Gründung der Vanderbilt University in Nashville in Tennessee – nie zuvor hatte es eine so hohe Spende für karitative Zwecke gegeben. Der Church of the Strangers in New York hinterließ er 50.000 Dollar.
Der jüngste Sohn George Washington starb bereits elf Jahre vor seinem Vater. Der Sohn Cornelius Jeremiah – ein Epileptiker, den Cornelius Vanderbilt für nicht geschäftstüchtig hielt – sollte laut Testament laufende Erträge aus einem Treuhandfonds erhalten, der mit 200.000 Dollar ausgestattet war. Dem Sohn William hingegen, der ein ebenso rücksichtsloser Geschäftsmann war wie er selbst, vermachte er 95 Millionen Dollar. Die neun Töchter wurden mit Beträgen zwischen 250.000 und 500.000 Dollar bedacht. Seiner Frau vererbte Cornelius Vanderbilt 500.000 Dollar Bargeld, dazu das vergleichsweise bescheidene Haus in New York sowie 2000 Aktien der New York Central Railroad.
Drei Töchter sowie der Sohn Cornelius Jeremiah fochten das Testament an mit der Behauptung, dass ihr Vater an Wahnvorstellungen gelitten habe und geisteskrank gewesen sei. Der Kampf vor Gericht dauerte länger als ein Jahr und war nicht erfolgreich. Cornelius Jeremiah beging 1882 Suizid.

## Eisenbahngesellschaften
- New York and Harlem Railroad
- Hudson River Railroad
- New York Central Railroad
- Canada Southern Railway

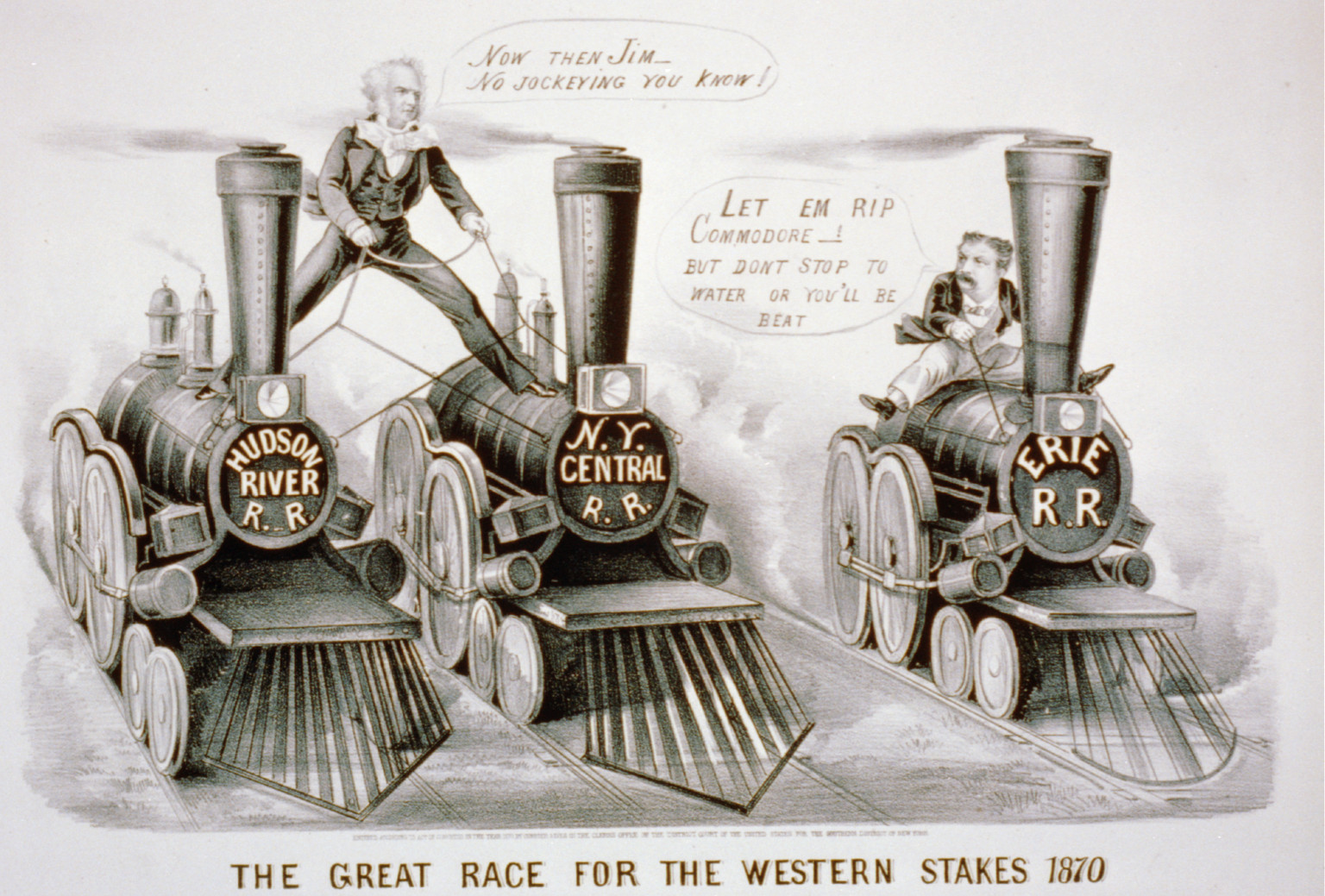
Karikatur zur Rivalität der US-Eisenbahngesellschaften bei der Expansion nach Westen (1870): links Cornelius Vanderbilt mit der Hudson River Railroad und der New York Central Railroad, rechts James Fisk mit der Erie Railroad

- Lake Shore and Michigan Southern Railway
- Michigan Central Railroad
- New York, Chicago and St. Louis Railroad
- West Shore Railroad
- Rome, Watertown and Ogdensburg Railroad
- Dunkirk, Allegheny Valley and Pittsburgh Railroad
- Cleveland, Cincinnati, Chicago and St. Louis Railway
- Lake Erie and Western Railroad
- Pittsburgh and Lake Erie Railroad